# Julien Ries

Kardinalswappen von Julien Ries. Text: Die Liebe Christi treibt uns an. (Der Leitsatz des christlichen Ordens der Alexianer)

Julien Kardinal Ries (* 19. April 1920 in Fouches, heute Ortsteil von Arlon; † 23. Februar 2013 in Tournai) war ein römisch-katholischer Erzbischof, Doktor der Theologie, Altorientalist und Religionshistoriker.

## Leben und Werdegang
Julien Ries trat nach dem Besuch des Gymnasiums im Knabenseminar von Bastogne in das Priesterseminar von Namur ein. Am 8. Dezember 1945 empfing er durch Bischof André Marie Charue die Priesterweihe. Er setzte seine Studien in Theologie und Orientalistik an der Katholischen Universität Löwen, und später Louvain-la-Neuve, fort. Dort absolvierte er Lizentiate in Geschichte und Philosophie und wurde 1957 zum Doctor theologiae promoviert. Als Priester des Bistums Namur war er zunächst Kaplan in Martelange, Religionsprofessor im Gymnasium von Athus (1950–1959), Pfarrer und Dekan von Messancy (1959–1968) und schließlich Pfarrer von Suarlée (heute Ortsteil von Namur) von 1968 bis zum Jahr 2000. Danach war er als Seelsorger in Villers Saint Amand tätig und engagierte sich u. a. für die Geistliche Familie „Das Werk“.
Ab 1960 lehrte Julien Ries in Louvain. 1968 übernahm er dort den Lehrstuhl für Religionsgeschichte und gründete das „Zentrum für Religionsgeschichte“, dessen Präsident er war. 1975 bis 1980 leitete er das „Institut für Orientalistik von Louvain-la-Neuve“. Von 1979 bis 1985 war er Mitglied des päpstlichen „Sekretariats für die Nichtchristen“ (ab 1988 Päpstlicher Rat für den Interreligiösen Dialog) und von 1984 bis 1993 Mitglied im Herausgebergremium des „Dictionnaire des Religions“. 1990 wurde er an der Katholischen Universität Löwen emeritiert.
Am 11. Februar 2012 empfing Julien Ries durch den Apostolischen Nuntius in Belgien, Erzbischof Giacinto Berloco, in Villers Saint-Amand die Bischofsweihe zum Titularerzbischof von Bellicastrum; Mitkonsekratoren waren die Bischöfe Rémy Vancottem und Aloysius Jousten. Sein Wahlspruch Caritas Christi urget nos („Die Liebe Christi drängt uns“) entstammt dem 2. Korintherbrief (2 Kor 5,14 ). Im Konsistorium vom 18. Februar 2012 nahm ihn Papst Benedikt XVI. als Kardinaldiakon mit der Titeldiakonie Sant’Antonio di Padova a Circonvallazione Appia in das Kardinalskollegium auf. Am 20. Oktober 2012 erfolgte die feierliche Besitzergreifung dieser Kirche.
1984 wurde Julien Ries in den Ritterorden vom Heiligen Grab zu Jerusalem aufgenommen. 1992 erfolgte die Ernennung zum Komtur und 2012 mit einem Motu proprio des Großmeisters die Erhebung in den Rang eines Großkreuzritters des Ordens.
Julien Kardinal Ries starb am 23. Februar 2013 in Tournai und wurde auf dem Friedhof an der Kirche Notre Dame in Villers-Saint-Amand (heute Ortsteil von Ath) beigesetzt.

## Ehrungen
1986 erhielt er den Dumas-Miller-Preis der Académie Française für sein wissenschaftliches Gesamtwerk. 1987 erhielt er ebenfalls von der Académie Française den Furtado-Preis zugesprochen. 2010 wurde ihm von der Katholischen Universität vom Heiligen Herzen in Mailand der philosophische Ehrendoktor für den Bereich Bioethik verliehen. Einige seiner Bücher erhielten weitere Preise, etwa in den USA.

## Werk und Charakteristika
Julien Ries gilt als der Begründer der Religionsanthropologie. Bis zu seiner Emeritierung 1990 lehrte er das Fach „Geschichte der Religionen“ an der Katholischen Universität Löwen, wo er 1970 auch das Centre d’Histoire des Religions von Namur-Suarlee gründete. Er war Autor, Herausgeber und Mitherausgeber von ca. 40 einschlägigen Büchern und hat über 400 Beiträge zur Religionsgeschichte veröffentlicht, darunter auch zahlreiche wissenschaftliche Artikel über Manichäismus, Gnostizismus, vergleichende Religionswissenschaft sowie über das Thema „Dialog der Religionen und Kulturen“.
Besonders fasziniert hat Julien Ries, der in seiner Bedeutung für die Religionswissenschaft mit Mircea Eliade verglichen wird, mit dessen Ideen er sich intensiv auseinandergesetzt hat und als sein Erbe betrachtet wird, das Phänomen des Heiligen und die Anthropologie des Homo religiosus sowie die Rolle, die die Entwicklung des menschlichen Bewusstseins vor allem bei der Entdeckung der Transzendenz dabei spielt. Mythos und Symbol des von ihm so genannten Homo symbolicus, Ritus und Strukturen religiösen Verhaltens sind in diesem Zusammenhang für ihn ebenfalls wesentliche Themenkomplexe. Seine Interessen waren insgesamt jedoch sehr weit gefächert, umfassten etwa auch das Verfassen von Büchern über die Weltreligionen für Kinder. (Die 12-bändige Reihe über Religionen der Menschheit, die er bei Jaca Book zusammen mit Clément Olivier und Lawrence Sullivan eigentlich für Studenten herausgegeben hatte, erhielt 2000 den Hans-Christian-Andersen-Preis für die beste Serie im Bereich Kinderliteratur) All dies spiegelt sich unter anderem in seiner umfangreichen Privatbibliothek, die er mitsamt Manuskripten, Notizen, Arbeitsblättern für Kurse und der wissenschaftlichen Korrespondenz, die er mit Fachgelehrten in der gesamten Welt geführt hatte, 2009 der Università Cattolica del Sacro Cuore (Katholische Universität vom Heiligen Herzen) in Mailand übergab, insgesamt etwa 8000 veröffentlichte und nicht veröffentlichte Objekte, die dort nun das vom Lehrstuhlinhaber für Semiotik und Moralphilosophie Prof. Silvano Petrosino geleitete „Julien-Ries-Archiv für symbolische Anthropologie“ bilden.
Am besten fasst jedoch den Charakter seines Gesamtwerkes die Begründung für die Verleihung des philosophischen Ehrendoktorat 2010 in Mailand zusammen, wo es heißt, er habe den Dr. phil. h. c. erhalten: „für den inneren Wert seiner Studien, seine unermüdliche Arbeit im Bereich der Kulturwissenschaften, für seinen entscheidenden Beitrag, den er mit seinen Forschungen für das Verständnis des Phänomens Religion geleistet habe, insbesondere, was das Wesen des Homo religiosus angeht.“ Auch das Thema seines zu diesem Anlass gehaltenen Festvortrages ist in diesem Sinne typisch, denn sein Thema war: „Tod, Überleben, Unsterblichkeit. Gedanken und religiöse Traditionen des Volkes“.
Der italienische Priester, Anthropologe und Paläoanthropologe Fiorenzo Facchini schreibt im Vorwort zu „Ursprung der Religionen“ von Julien Ries über diesen und seine nicht mehr vorwiegend an evolutiven, ethnologischen, soziologischen oder rein philosophisch-phänomenologischen Grundlagen orientierte Methoden, wie sie etwa noch im 19. und frühen 20. Jahrhundert in Ermangelung vor- und frühgeschichtlicher Belege üblich waren: „Er hält sich an die historische, phänomenologische und hermeneutische Methode, die Mircea Eliade zufolge der Religionshistoriker anwenden darf, und verlässt sich im Wesentlichen auf paläoanthropologische, vor- und frühgeschichtliche Dokumente und ihre entsprechenden Deutungen […] Julien Ries zeigt nicht nur, dass der Homo religiosus schon bei den ältesten Menschenformen (Homo habilis und Homo erectus) existierte. Er liefert uns auch ein meisterliches Bild von den Konzepten und den Methoden der religionshistorischen Forschung und stellt die religiöse Erfahrung in den verschiedenen geschichtlichen Epochen mit großer Quellentreue und mit einer kohärenten Interpretation dar […] In diesem Werk zeigt der Autor seine unnachahmliche Fähigkeit, den Leser in die Atmosphäre der Vergangenheit zurückzuversetzen. Er bezieht ihn fast in die religiöse Erfahrung mit ein.“ Mythogramme, symbolisches Denken und Transzendenz sind bei Ries demnach die Hauptfaktoren bei der Entwicklung des religiösen Denkens schon des frühen Menschen gewesen, das nach ihm im Christentum mit der Begegnung zwischen dem Göttlichen und dem Menschlichen seinen höchsten Ausdruck fand.
Mit der 10-bändigen Reihe „Abhandlung über die Anthropologie des Heiligen (Treatise on the Anthropology of the Sacred)“, trug Julien Ries zusammen mit über 50 Gelehrten aus der gesamten Welt entscheidend zur Entstehung des Faches Religionsanthropologie bei, in der Religionsgeschichte, Geschichte, Kulturgeschichte, Vorgeschichte und Paläoanthropologie, Ethnologie und Soziologie eine enge Verbindung eingegangen sind.

## Veröffentlichungen
Zurzeit werden im Mailänder Verlag Jaca Book die gesammelten Werke von Julien Ries veröffentlicht. Geplant sind 11 Teile in insgesamt 18 Bänden.
Bereits erschienen sind:

(Die teils italienischen, teils französischen Titel sind hier in Deutsch wiedergegeben und bieten einen zusätzlichen Überblick über das Gesamtspektrum seines Werks.)
- Christen und Religionen (1. Teil, 1. Band; 2007).
- Der religiöse Mensch und seine Erfahrung des Heiligen (3. Teil; 2007).
- Der Mensch und das Heilige in der Geschichte der Menschheit (2. Teil; 2007).
- Das Symbol (4. Teil, 1. Band; 2008).
- Mythos und Ritual (4. Teil, 2. Band; 2008).
- Die Wissenschaft von der Religion (5. Teil; 2008).
- Vergleichende Religionsgeschichte und Hermeneutik der Religionen (6. Teil, 2009).
- Begegnung und Dialog (1. Teil, 2. Band; 2009).
- Die Gnostiker. Geschichte und Lehre (9. Teil, 1. Band, 2010).

Zu seinen weiteren Werken:
- Die Religionen der Menschheit (1999–2001, in 10 Sprachen veröffentlicht).
- Der Ausdruck des Heiligen in den großen Religionen (3 Bde., Louvain-la-Neuve, 1978–1986).
- Wörterbücher des Religions (Paris, 1984, 1993).
- Die Symbole in der großen Religionen (Hrsg.) (1988/1997, Jaca Book).
- Entdecker des menschlichen Denkens. George Dumézil und Mircea Eliade (2000, Jaca Book).
- Der Mythos. Seine Botschaft und seine Sprache durch die Kultur (Hrsg.) (2005, Jaca Book).
- Der Sinn für das Heilige in den Kulturen und Religionen (2006, Jaca Book).
- Auf der Suche nach Gott auf dem Wege der religiösen Anthropologie (2009, Jaca Book).
- Über die Anthropologie des Heiligen (10 Bände, 1989–2009, Jaca Book).
- Heilige Berge (2010, Jaca Book).

In deutscher Sprache sind zurzeit von Julien Ries verfügbar:
- Julien Ries: Ursprung der Religionen. Pattloch Verlag, München 1994, ISBN 3-629-00078-9.
- Natale Spineto, Fiorenzo Facchini, Julien Ries: Die Symbole der Menschheit. Patmos Verlag, Ostfildern 2003, ISBN 3-491-96145-9.
- Julien Ries: Islam. In: Die Weltreligionen. Innsbruck 2004, ISBN 3-7022-2583-8 (vom Hersteller empfohlenes Alter: 12–13 Jahre).
- Julien Ries, Peter Lindenthal: Die Weltreligionen. Buddhismus. Tyrolia Verlag, Innsbruck 2004, ISBN 3-7022-2582-X. (auch für Kinder und Jugendliche)
- Julien Ries: Die Weltreligionen. Hinduismus. Tyrolia Verlag, Innsbruck 2004, ISBN 3-7022-2610-9. (auch für Kinder und Jugendliche)